# Jordi Bernet
Jordi Bernet, pseudonimo di Jordi Bernet Cussò (Barcellona, 14 giugno 1944), è un fumettista spagnolo.

## Biografia
Nasce in una famiglia di artisti quasi tutti legati al mondo del fumetto. Inizia a lavorare nel settore fumettistico come professionista all'età di 15 anni, proseguendo Doña Urraca una serie umoristica creata dal padre, Miguel Bernet Toledano, scomparso prematuramente.
Entrato nel 1963 alla Bardon Art, agenzia spagnola di distribuzione di fumetti, realizza la serie western Poncho Yucatan, sceneggiata da suo zio Miguel Cussó, e pubblicata anche in Francia e Inghilterra. La collaborazione gli apre le porte del mercato inglese per cui realizza nei primi anni sessanta numerosi lavori.
Nel 1968 passa a collaborare con la nota rivista belga Spirou per cui realizza serie come Dan Lacombe (sempre su sceneggiatura dello zio) e Paul Foran. Per il mercato tedesco realizza invece le serie Wat 69 e Andrax., mentre per quanto riguarda il mercato del suo paese natio è da segnalare El Cuervo. Alcune sue storie autoconclusive vengono pubblicate in Italia dagli Albi dell'Intrepido.
Il grande successo arriva però nel 1982 quando viene chiamato a sostituire Alex Toth nella realizzazione della serie Torpedo 1936, storia di un malavitoso siciliano di nome Luca Torelli alias "Torpedo", scritta da Enrique Sánchez Abulí e pubblicata in Italia sull'Eternauta e sulla rivista omonima, che lo fa entrare di diritto tra i grandi disegnatori internazionali.
Da questo momento in poi la carriera di Bernet è costellata di grandi successi come Sarvan e Kraken, scritte da Antonio Segura ed apparse in Italia sulle pagine della rivista Comic Art, Custer su testi di Carlos Trillo, Chiara di notte e Cicca Dum-Dum, su testi di Carlos Trillo ed Eduardo Maicas, edite in Italia da Eura Editoriale.
Nel 1996 disegna l'albo gigante n. 10 di Tex, scritto da Claudio Nizzi e intitolato L'uomo di Atlanta. Nello stesso anno per la DC comics realizza una storia della serie Batman: black and white. La storia gli apre le porte della collaborazione con la casa editrice per cui realizza, tra l'altro, un numero di Solo, e un episodio di Spirit sceneggiato da Jimmy Palmiotti. Nel 2007 entra nello staff della serie Jonah Hex.

## Riconoscimenti
- Alfred per il miglior fumetto straniero al Festival d'Angoulême del 1986 con l'albo Chaud devant! della serie Torpedo
- Premio Yellow Kid al Salone Internazionale dei Comics del 1995